# Czobor Károly
Czobor Károly (Pozsony, 1870. április 29. – Budapest, 1957. szeptember 14.) zeneszerző, zenetanár.

## Élete
Czobor Károly és Weiss Franciska (1850–1899) fia. Tanulmányait a Zeneakadémián végezte zongora és zeneszerzés szakon. Ismertségét elsősorban daljátékainak és operettjeinek köszönheti. 
Karen című daljátékát (szöveg: Kern Aurél és Somogyi Péter) 1896-ban mutatta be az Magyar Királyi Operaház. Zenepedagógiai tevékenysége is jelentős volt, saját zeneiskolát működtetett.
Az államvasutak szolgálatában állt, előbb segédfogalmazóként, majd főintézőként.

## Magánélete
Házastársa fahnenfeldi Cotteli Ottilia volt, akit 1899. április 8-án Budapesten, a Terézvárosban vett feleségül. 1910-ben elváltak.
Gyermekei
- Czobor Ibolya Margit (1900–?)
- Czobor Rózsa Ottilia (1902–?)

## Főbb művei
- Karen, lírai dalmű 2 felvonásban. Írta: Somogyi Péter és Kern Aurél. Bemutató: 1896.
- A hajdúk hadnagya, operett 3 felvonásban. Szövegét írta: Rajna Ferenc  Bemutató: 1904.
- Rab Mátyás, daljáték 3 felvonásban. Szövegét írta: Rajna Ferenc. Bemutató: 1906
- Szépasszony kocsisa, operett 3 felvonásban. Szövegét írta: Rajna Ferenc, verseit: Kulinyi Ernő. Bemutató: 1923.
- Angéla (1930)